# Nectandra apiculata
Nectandra apiculata es una especie de planta en la familia Lauraceae. 
Es endémica de Bolivia, en la Yunga, a 2500 y 3000 m s. n. m.;  colectada de un solo sitio en la carretera que une Cochabamba con Santa Cruz de la Sierra.

## Fuente
- World Conservation Monitoring Centre 1998.  Nectandra apiculata.   2006 IUCN Lista Roja de Especies Amenazadas; bajado el 22 de agosto de 2007